# 阿奈林·巴納德
阿奈林·巴納德（英語：Aneurin Barnard，1987年5月8日—）是一位威爾士男演員。他較知名的是在2011年電影《別樣的好》中飾演戴維一角。其他參演過的知名作品如《鐵衣甲》（2011年）、《情謎艾曼紐》（2013年）、《魔幻冒險王：失落的黃金盒》（2014年）、《敦克爾克大行動》（2017年）、《一周不死,全额退款》（2018年）《金翅雀》（2019年）、《放射性物质》（2020年）。

## 外部連結
- 阿奈林·巴納德在互联网电影资料库（IMDb）上的資料（英文）
- Aneurin Barnard的X（前Twitter）